# Live (álbum de The Mars Volta)
Live EP es el primer álbum en directo de la banda estadounidense de rock progresivo The Mars Volta. El EP fue lanzado en cantidades limitadas en el 2003. Las primeras dos canciones fueron grabadas en vivo en el estudio XFM en Londres, 2003, mientras que las últimas dos fueron grabadas en el Electric Ballroom en Londres el 9 de julio de 2003.

## Lista de canciones
1. "Roulette Dares (The Haunt Of)" – 9:29
2. "Drunkship of Lanterns" – 9:38
3. "Cicatriz ESP" – 16:03
4. "Televators" – 7:18

## Versión Australiana (Sencillo Televators)
The Mars Volta volvió a lanzar el EP en el sencillo Telavators solo para Australia en enero de 2004, coincidiendo con su gira para el Big Day Out. Contenía la grabación en estudio de Televators y las mismas cuatro canciones en vivo:
1. "Televators" - (versión del álbum De-Loused in the Comatorium)-6:18
2. "Roulette Dares (The Haunt Of)" – 9:29
3. "Drunkship of Lanterns" – 9:38
4. "Cicatriz ESP" – 16:03
5. "Televators" – 7:18

- Datos: Q2707347